# Eliot Spitzer
Eliot Laurence Spitzer (New York, 10 giugno 1959) è un avvocato e politico statunitense, ex Governatore e procuratore generale dello Stato di New York. Eletto il 7 novembre 2006 con il 69% delle preferenze, si è poi dimesso dall'incarico in seguito ad uno scandalo legato alla prostituzione.

## Biografia
Spitzer nasce il 10 giugno 1959 nel Bronx di New York, da Anne e Bernard Spitzer. I nonni, provenienti dalla Polonia e dall'attuale Israele, arrivarono a New York negli anni venti. La sua famiglia non è particolarmente religiosa, infatti l'ex Governatore non compie la cerimonia del bar mitzvah. Si diploma alla Horace Mann School e, dopo aver ottenuto un punteggio di 1590 all'esame SAT, entra alla Princeton University, dove si laurea nel 1981. Ottiene il massimo punteggio all'esame LSAT, in seguito al quale riesce ad entrare alla scuola di legge dell'Harvard College. Lì incontra Silda Wall, che sposerà il 17 ottobre 1987. Negli anni del college è direttore dell'Harvard Law Review.

### Carriera legale
Subito dopo la laurea in giurisprudenza, Spitzer comincia a lavorare per il giudice Robert W. Sweet per poi associarsi allo studio legale Paul, Weiss, Rifkind, Wharton & Garrison. Dopo due anni circa diventa District Attorney a Manhattan, dove si occupa della lotta al racket e alla criminalità organizzata. Il suo caso più importante risale al 1992, quando il futuro Governatore di New York guida le ricerche che porteranno la famiglia Gambino ad abbandonare il controllo di diverse industrie dello Stato. Nello stesso anno lascia l'incarico di District Attorney ed entra a far parte dello studio legale Skadden, Arps, Slate, Meagher & Flom, dove resta fino al 1994, anno in cui passa al Constantine and Partners per occuparsi di diritto dei consumatori e antitrust.

### Carriera politica
La carriera politica di Eliot Spitzer inizia nel 1994, quando decide di candidarsi alla carica di procuratore generale dello Stato di New York. In quell'anno perde le elezioni ma riesce ad essere eletto nel 1998. Da allora è uno dei membri più in vista del Partito Democratico dello Stato; e il 7 novembre 2006 viene eletto Governatore di New York.

#### Governatore dello Stato di New York

##### Campagna elettorale del 2006
L'8 dicembre 2004 Spitzer annuncia la sua intenzione di candidarsi all'interno del Partito Democratico per ottenere la candidatura ufficiale alle elezioni del 2006. Nel gennaio dello stesso anno sceglie David Paterson, leader dei Democratici al Senato, per la carica di Lieutenant Governor. Il 25 giugno 2006, il futuro Governatore si confronta con il suo avversario nelle primarie dei Democratici, Thomas Suozzi, in un dibattito pubblico tenutosi alla Pace University di Manhattan; durante l'incontro vengono toccati vari temi, tra cui quello dei poteri pubblici e del Medicaid. Il 12 dicembre Spitzer e Paterson vincono le primarie con l'81% delle preferenze. La campagna elettorale finisce con la sua elezione il 7 novembre 2006: riesce a conquistare il 69% dei voti, battendo così il repubblicano John Faso e John Clifton.

### Lo scandalo e le dimissioni
Il 10 marzo 2008 il The New York Times riporta che Spitzer avrebbe avuto un incontro di due ore con una prostituta del Emperor's Club V.I.P., Ashley Alexandra Dupré. Le notizie successive riportano che nel giro di sei mesi il Governatore avrebbe avuto almeno altri sette incontri con donne della stessa agenzia, pagando più di 15.000 dollari per i servizi ricevuti. L'attenzione degli investigatori federali viene catturata a causa di trasferimenti sospetti di denaro: inizialmente si pensa ad un caso di corruzione, ma le indagini portano a scoprire un giro di prostituzione. Il 12 marzo 2008 Spitzer annuncia le dimissioni. Durante la conferenza stampa dichiara: "Non posso permettere che i miei errori privati mandino in frantumi il lavoro di un gruppo. Nel corso della mia vita pubblica ho più volte detto, e lo credo, che le persone devono prendersi la responsabilità per la propria condotta. Io non chiederò meno a me stesso. Per questo motivo mi dimetto dall'incarico di Governatore".

### Dopo le dimissioni
Dopo le dimissioni dall'incarico di Governatore, Spitzer mantiene un basso profilo ed evita apparizioni pubbliche. Intanto inizia una terapia di coppia con la moglie Silda Wall. Il 16 luglio 2008 il The New York Times riporta che l'ex Governatore avrebbe utilizzato fondi della campagna elettorale per la prenotazione di due stanze al Mayflower Hotel, spendendo oltre 400 dollari a stanza, dove si sarebbero tenuti alcuni degli incontri con le prostitute. Spitzer rifiuta di commentare le notizie. Nel novembre dello stesso anno, il procuratore annuncia che Spitzer non sarà accusato di alcun reato per il suo coinvolgimento nel giro di prostituzione dal momento che non sarebbero risultati abusi dei fondi pubblici. Qualche giorno più tardi il The Washington Post pubblica l'analisi dell'ex Governatore sulla crisi finanziaria del 2008.
Il 3 dicembre compare sulla rivista Slate il primo articolo di una nuova rubrica di Eliot Spitzer dedicata all'economia. Nel marzo 2009 viene intervistato da Fareed Zakaria riguardo alla crisi finanziaria. Secondo il New York Post, quotidiano vicino al Partito Repubblicano, Spitzer starebbe valutando una sua eventuale candidatura al Senato per le elezioni del 2010; tali voci vengono immediatamente smentite dal diretto interessato. Nel settembre 2009 tiene un corso chiamato "Law and Public Policy" al City College di New York. Il 25 settembre 2009 appare nel programma della HBO Real Time with Bill Maher.